# Fiorinia randiae
Fiorinia randiae är en insektsart som beskrevs av Takahashi 1934. Fiorinia randiae ingår i släktet Fiorinia och familjen pansarsköldlöss. Inga underarter finns listade i Catalogue of Life.